# Chorale and Allegro (Smith)
Chorale and Allegro is een compositie voor harmonieorkest van de Amerikaanse componist Claude T. Smith.